# Sheppard Point
Der Sheppard Point ist eine Landspitze am nordöstlichen Ende der Antarktischen Halbinsel. Sie markiert die Nordseite der Einfahrt vom Antarctic-Sund zur Hope Bay.
Entdeckt wurde sie von Johan Gunnar Andersson (1874–1960), stellvertretender Leiter der Schwedischen Antarktisexpedition (1901–1903), der gemeinsam mit einer Mannschaft 1903 an der Hope Bay überwinterte. Der Falkland Islands Dependencies Survey benannte sie nach Robert Carl Sheppard (1897–1954), Leiter der wissenschaftlichen Station des Survey in der Hope Bay.